# Parafia Najświętszej Maryi Panny Matki Kościoła w Baranowie
Parafia Najświętszej Maryi Panny Matki Kościoła w Baranowie – parafia rzymskokatolicka, znajdująca się w diecezji ełckiej, w dekanacie Mikołajki.